# Maître des Initiales de Bruxelles
Le Maître des Initiales de Bruxelles est un nom de convention désignant un enlumineur actif en Italie et en France des années 1390 à 1420. Il doit son nom à un livre d'heures ayant appartenu au duc de Berry actuellement conservé à la Bibliothèque royale de Belgique à Bruxelles pour lequel il a décoré des lettrines historiées. Il a été récemment proposé de l'identifier à l'artiste bolonais Giovanni di fra Silvestro.

## Éléments biographiques
Ce maître anonyme a été formé au sein de l'atelier de Niccolò di Giacomo à Bologne entre 1375 et 1400. C'est à cette date qu'il arrive à Paris. Il collabore alors à l'atelier de Jacquemart de Hesdin, notamment en décorant les lettrines historiées des Très Belles Heures que l'enlumineur parisien réalise pour le duc de Berry ou encore pour des heures réalisées sans doute pour Raymond Raguier, futur conseiller du roi Charles VII de France. Il prend apparemment plus d'autonomie en décorant des heures pour l'orfèvre Michel de Lailler en 1402 puis pour Charles III de Navarre en 1404. Il réalise de nombreux autres livre d'heures princier à Paris jusqu'à son retour à Bologne vers 1408. 
L'historien de l'art autrichien Otto Pächt est le premier à identifier l'artiste, mais sa proposition de l'identifier à Zanobi da Firenze n'a pas été retenue. Millard Meiss est le premier à constituer le corpus des œuvres qui lui sont généralement attribuées. L'historien de l'art italien Massimo Medica a proposé de l'identifier à Giovanni di fra Silvestro, un artiste bolonais.

## Éléments stylistiques
Le maître a contribué à faire connaître les innovations de l'art bolonais et aussi padouans de l'époque. Il propage les architectures en projection propres à Altichiero da Zevio ou à Jacopo Avanzi dans leurs fresques de la basilique Saint-Antoine de Padoue. Il introduit dans les décorations de marges l'usage de feuilles d'acanthe grasses avec de nombreuses figures grotesques, d'oiseaux, insectes et putti et monstres le tout débordant parfois sur la miniature centrale. Il contribue à influencer d'autres artistes parisiens tels que le Maître d'Egerton, le Maître de la Mazarine ou le Maître de Bedford. L'artiste est lui-même influencé par les ateliers d'enlumineurs parisiens : il y acquiert une plus grande minutie dans ses représentations de paysages ou d'architectures.

## Œuvres attribuées

### Manuscrits attribués

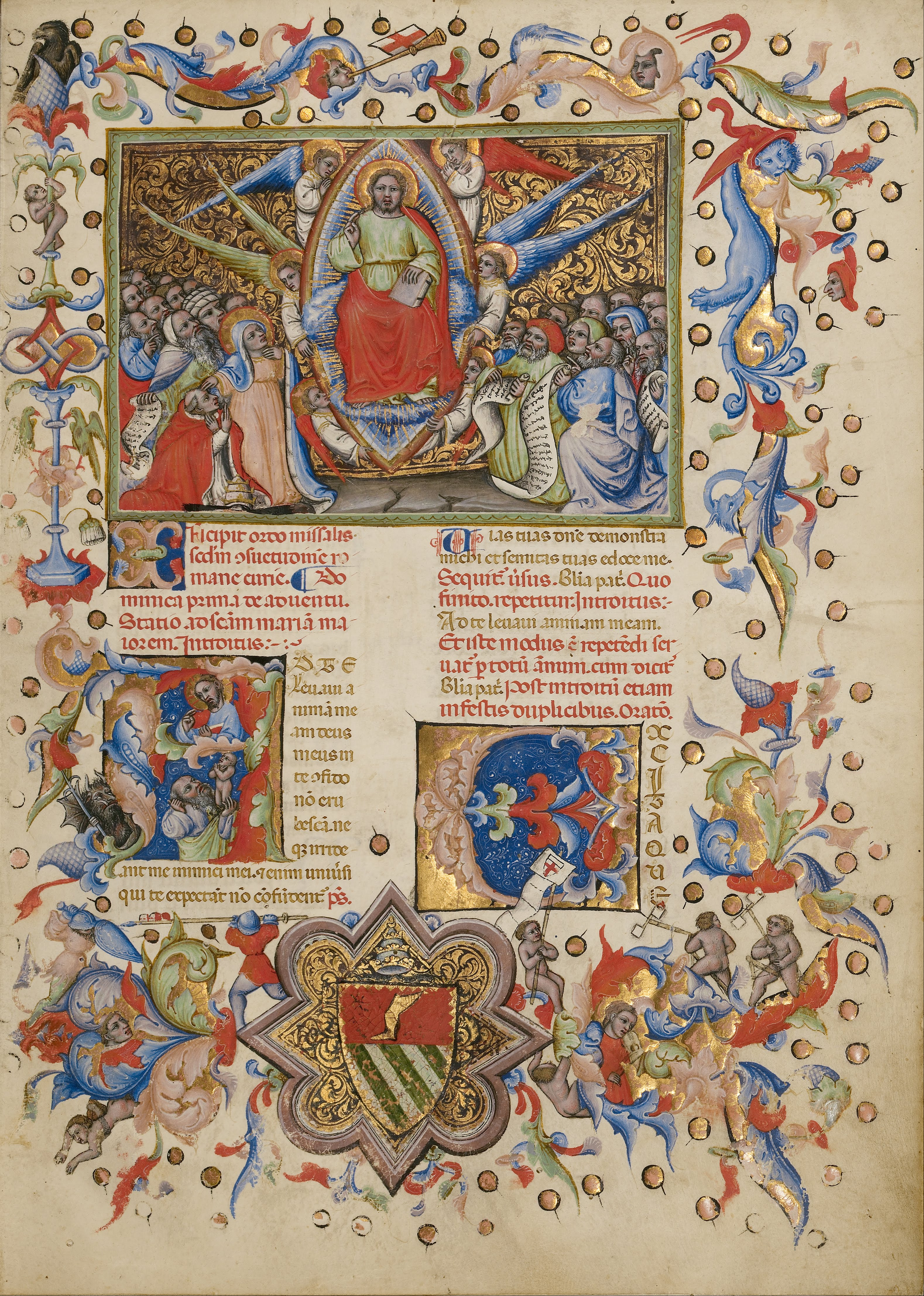
Christ en majesté, lettrine d'un missel, J. Paul Getty Museum.

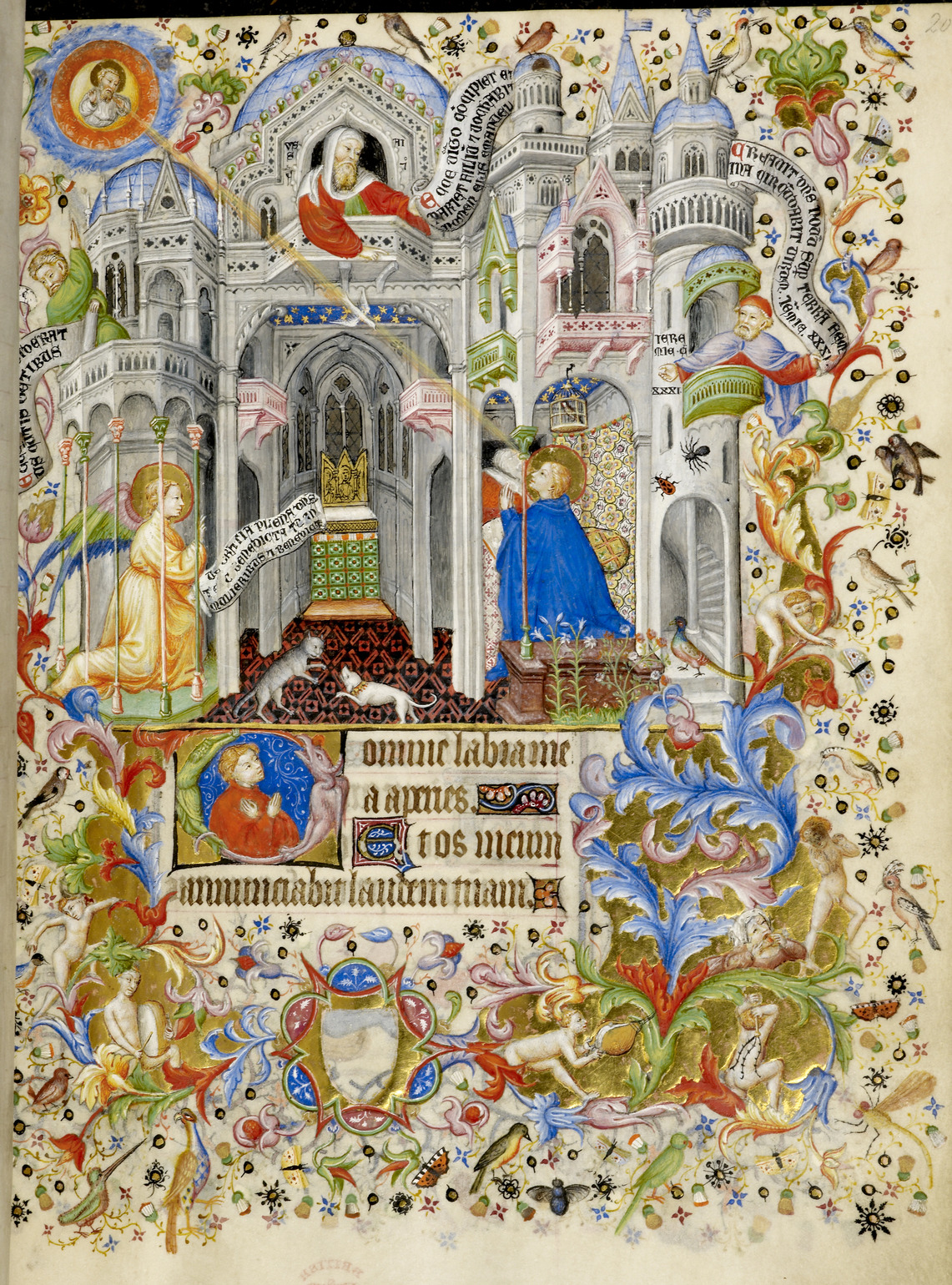
Miniature de l'Annonciation tirée d'un livre d'heures de Louis de Guyenne (?), British Library.

- Missel peint pour le cardinal Cosimo de' Migliorati, évêque de Bologne et futur Innocent VII, peint vers 1390-1400, Getty Center, Ms.34[3]
- Les Très Belles Heures du duc de Berry, en collaboration avec Jacquemart de Hesdin et son atelier, avant 1402, Bibliothèque royale de Belgique à Bruxelles, Ms.11060-61
- Heures Raguier, vers 1402, Biblioteca Palatina, Parme, Lat.159
- Heures de Michel de Lailler, vers 1402, Bibliothèque Bodléienne, Ms.Douce 62
- Heures de Charles le Noble en collaboration avec le Maître d'Egerton et le Maître des Clères Femmes, vers 1404, Cleveland Museum of Art, Ms.64.40[4]
- Recueil de Lettres de Pline commandé Gontier Col, secrétaire du duc de Berry pour le pape Benoît XIII en 1404, Bibliothèque apostolique vaticane Vat.Lat.1777
- Heures à l'usage de Paris, commandé pour Louis de Guyenne (?) vers 1406-1407, British Library, Add.29433[5]
- Statuts de la compagnie des Devoti Battuti di Santa Maria della Vita, 1408, Biblioteca Comunale dell’ Archiginnasio, Bologne, Ms. Fondo Ospedali 6
- Manuscrit de Lactance, vers 1410-1420, collection du comte de Leicester, Holkham Hall
- Manuscrit des Fioretti et règle de saint François d'Assise, 1416, collection Giustiniani Recanati, Venise

### Enluminures isolées
- 145 pages d'un livre d'heures démembré, peint vers 1390-1400 pour la famille Acciuaiuoli de Florence ou destiné à un prieuré cartésien italien, dispersées dans plusieurs collections dans le monde : British Library, Add52539, 69865, 76762, 76763, 82729, 88889 ; 60 folios subsistant à la Charles E. Young Library UCLA, Rouse Ms.32[6], un lot vendu chez Sotheby's à Londres en 1996 actuellement dans une collection privée au Japon et un autre lot vendu chez Sotheby's en 1981, désormais dans une collection privée suisse[7].
- Lettrine historiée P avec la nativité, vers 1390, Art Institute of Chicago, 1915.547[8]
- 8 lettrines historiées tirées d'un antiphonaire et dispersées, vers 1410-1420, S avec saint Étienne, Metropolitan Museum of Art, New York, 31.134.1[9], un E avec le Christ bénissant toujours au Metropolitan, un A avec un prophète à la Fondation Cini à Venise, un E avec saint Dominique autrefois à la librairie Maggs Bros Ltd (en) de Londres, un D avec saint Nicolas de Bari vendu en 1991 chez Christie's, un D avec le Christ lavant les pieds des apôtres dans la collection Holford à Londres et un I avec un prophète au Rijksmuseum d'Amsterdam[10],[11] et enfin une lettrine avec saint André au Fitzwilliam Museum, Cambridge (MS McClean 201.13g)[12]